# Zoltán Romhányi
Zoltán Romhányi (Budapest, 22 de febrero de 1954) es un deportista húngaro que compitió en piragüismo en la modalidad de aguas tranquilas. Ganó dos medallas en el Campeonato Mundial de Piragüismo en los años 1974 y 1979.
Participó en dos Juegos Olímpicos de Verano en los años 1976 y 1980, sus mejores actuaciones fueron dos octavos puestos logrados en Montreal 1976 (K4 1000 m) y Moscú 1980 (K2 500 m).

## Palmarés internacional
| Campeonato Mundial | Campeonato Mundial        | Campeonato Mundial | Campeonato Mundial |
| Año                | Lugar                     | Medalla            | Evento             |
| ------------------ | ------------------------- | ------------------ | ------------------ |
| 1974               | Ciudad de México (México) | Medalla de plata   | K4 10 000 m        |
| 1979               | Duisburgo (RFA)           | Medalla de bronce  | K4 10 000 m        |